# Séneçon hercynien
Senecio hercynicus
Espèce
Classification phylogénétique
Le Séneçon hercynien (Senecio hercynicus), également appelé Séneçon du Harz, est une espèce de plante herbacée de la famille des Asteraceae.